# Air Panama Internacional
Air Panama Internacional, im Außenauftritt verkürzt Air Panama, war eine staatliche Fluggesellschaft Panamas, die ihren Betrieb im Jahr 1990 eingestellt hat. Die Gesellschaft war auf dem Flughafen Tocumen bei Panama-Stadt beheimatet.

## Geschichte
Air Panama Internacional wurde 1967 mit Unterstützung der spanischen Fluggesellschaft Iberia gegründet. Die Aufnahme des Flugbetriebs erfolgte im August 1967 mit einer vom Hersteller geleasten Douglas DC-9-15. Das von Panama-Stadt ausgehende Streckennetz umfasste zunächst Mexiko-Stadt, Miami, Bogotá, Caracas, Lima und Guayaquil. Im November 1972 ersetzte eine von Japan Air Lines erworbene Boeing 727-100 die Douglas DC-9. Nach der Übernahme von zwei weiteren Boeing 727-100 wurde Guatemala-Stadt im Jahr 1973 als neues Ziel in den Flugplan aufgenommen. In den frühen 1980er-Jahren war eine Modernisierung der betagten Flotte geplant. Die deutsche Charterfluggesellschaft Jetair zeigte Interesse am Kauf der drei Boeing 727-100, nahm aber im Mai 1984 nur eine Maschine ab.
Die finanzielle Situation der Gesellschaft machte den Erwerb von werksneuen Flugzeugen unmöglich. Auch der Kauf einer gebrauchten McDonnell Douglas DC-10 aus den Beständen der US-amerikanischen Northwest Airlines konnte im Jahr 1985 nicht finanziert werden. Stattdessen mietete das Unternehmen bei Bedarf, insbesondere für die Strecke nach Miami, Maschinen anderer Fluggesellschaften im Wetlease an. Zunehmende wirtschaftliche Probleme führten am 2. Dezember 1990 zur Einstellung des Flugbetriebs. Die Streckenrechte übernahm Copa Airlines. 
Am 11. Juli 1991 wurde die ruhende Gesellschaft Air Panama Internacional umbenannt in Panama Air International. Das Unternehmen plante den Flugbetrieb im Sommer 1992 mit einer geleasten Boeing 757 wieder aufzunehmen, konnte dies aber nicht realisieren.

## Weiternutzung des Namens
Seit Anfang 2006 firmiert die Regionalfluggesellschaft Turismo Aero (ehemals Parsa S.A) unter dem Namen Air Panama. Die Fluggesellschaft betreibt ein innerpanamesisches Streckennetz und unterhält eine internationale Linienverbindung nach San José (Costa Rica). Die Business-Chartergesellschaft Panama Aircraft gehört nicht zur Air Panama, sondern ist eine Tochtergesellschaft der britischen Holdinggesellschaft Global Aviation Syndicate Ltd. (GAS) mit Sitz in London, an der die Globalstar Investors Panama beteiligt ist.

## Flotte
- Boeing 727-100 und 727-200
- Douglas DC-9-15